# Val Bregaglia
Val Bregaglia (německy Bergell, v místním dialektu Bargaia, rétorománsky Val Bregaglia) je údolí horního toku řeky Mera (v místním dialektu Maira) mezi průsmykem Maloja (1812 m n. m.) a Chiavennou (333 m n. m.).
Horní a větší část údolí leží na území obce Bregaglia a leží ve švýcarském kantonu Graubünden, dolní část tvoří obce Piuro a Chiavenna a patří do italské provincie Sondrio.
Název Bregaglia pochází z latinského Praegallia „předgalská“.

## Poloha
Někdy se pouze švýcarská část údolí označuje jako Bergell a italská část jako Val Chiavenna.
Údolí klesá z průsmyku Maloja ve třech stupních: nejprve na planinu Casaccia, která rovněž umožňuje přístup do průsmyku Septimer, a poté na dna údolí Vicosoprano a Stampa. Pod Stampou se nachází hradní opevnění Porta Talenge, které rozděluje údolí na dvě části Sopraporta a Sottoporta. Na terase severně od Sottoporty leží vesnice Soglio.
Horní část Sopraporty je stále ještě alpská s modříny. Sottoporta již patří do inzubrické zóny; nacházejí se zde kaštanové lesy a ojedinělé palmy.
Bergell je hluboce zaříznutý mezi Bergellskými Alpami na jihu a Rhétskými Alpami na severu. Představitelem Bergellských Alp jsou zejména třítisícové vrcholy nad údolím Val Bondasca (Piz Badile, Piz Cengalo, Gemelli a Sciora), ale také skupina Piz Bacun, která se zvedá dále na východ.
Z jihu se do Bergellských Alp zařezávají tři boční údolí: Val Forno, Val da l’Albigna a Val Bondasca.

## Energetické využití
V údolí Albigna je jezero Albigna uzavřeno přehradou, která slouží k výrobě elektřiny využitím druhého stupně údolí. Koncesi na dodávky elektřiny má společnost EWZ (Zurich City Electricity Works), provozovatel elektráren Löbbia, Bondo a Castasegna.

## Historie
V oblasti Bregaglie je doloženo pravěké a raně historické osídlení vrcholu kopce. Bregaglia se dostala pod římskou nadvládu již v roce 100 př. n. l. a v roce 46 n. l. je zaznamenána jako Bergale. Původně patřila k prefektuře Como, po roce 350 byla začleněna do provincie Raetia Prima. Ve 4. století ji pokřesťanštil Gaudentius z Brescie, který v Bregaglii našel ochranu před ariány. Byl mu zasvěcen kostel San Gaudenzio nad Casacciou. Na vrchu Crep da Caslacc nad Vicosopranem se nacházela pozdně římská strážní věž a oltář Merkura. Poblíž Castelmuru byla vykopána římská stanice Murus a na cestě přes průsmyk Septimer byly v Maloginu objeveny mince, fragmenty cesty a silniční rampa.
V roce 488 se Bergell dostal pod vládu Ostrogótů, v roce 568 pod vládu Lombardů a v roce 803 do hrabství Como. V době karolinského dělení říše tvořila Bregaglia kolem roku 840 churské ministerium Bregallia; Loverobach byl jižní hranicí Churrätienu. V roce 960 daroval král Ota I. Veliký Bergell churskému biskupovi, který tak získal kontrolu nad Septimerským a Julierským průsmykem. Bergell byl tehdy údolní obcí s rozsáhlými svobodnými právy. Rozvoj půdy pokročil již kolem roku 1100. Hospodářský význam měly doprava a pěstování kaštanů. Otevření Gotthardské cesty ovlivnilo dopravní průmysl a způsobilo přechod k zemědělství. Náhorní plošina v okolí Maloje a vysokohorské pastviny v údolí Avers a Val Madris byly obhospodařovány. Vlastníky pozemků byly ministeriální rodiny Salis, Planta, Prevost, Castelmur, Stampa a biskup z Churu. Opevnění Castelmur bylo vybudováno proti městu Como, které kolem roku 1219 obsadilo Unterportu.
V roce 1367 se Bregaglia připojila ke Gotteshausbundu jako vrchnostenský soud. Churský biskup vybíral clo a vojenskou daň a volil podestu, místodržícího, ze tří kandidátů. V roce 1387 nechal postavit dlážděnou cestu z Tinizongu přes průsmyk Septimer do Plurs. V roce 1474 získala Unterporta vlastní soud pro drobné pohledávky a v roce 1489 omezený civilní soud. V horní části Obporty vznikly čtyři eskadry San Cassiano, Piazza/Vicosoprano, Coltura a Borgonovo a poloautonomní Settima Casaccia. V dolní části Unterporta se nacházely terzieri Castasegna, Soglio a Bondo. Od roku 1496 volilo podestu osm kurfiřtů a po jednom úředním notáři z Dolní Porty a Ober porty. Celé údolí bylo podřízeno jedinému faráři volenému biskupem z Churu, který sídlil v hlavním kostele Nossa Donna Castelmur na hradě Castelmur. Kolem roku 1520 působilo v údolí devět kněží, z nichž každému pomáhal kaplan, který se staral o farnost.
V roce 1524 se tyto tři konfederace spojily do Svobodného státu a v roce 1526 byla Bregaglia zbaven všech biskupských feudálních práv. V roce 1535 byl nařízením reorganizován soudní systém: trestní soud pro celé údolí nyní zasedal ve Vicosopranu, civilní soud pro Unterportu v Sogliu. Se zavedením reformace v Ober portu od roku 1532 přišel o svá církevní práva i biskup z Churu. Italští „kacíři“, kteří unikli inkvizici, přinesli do údolí reformační myšlenky. Prvním reformátorem v Bregaglii byl Bartolomeo Maturo, bývalý převor dominikánského kláštera v Cremoně. Jeho dílo ještě nemělo valný úspěch. V roce 1546 byla italština prohlášena za úřední jazyk, což podpořilo politickou nezávislost. V roce 1550 přišel bývalý katolický biskup z Koperu Pier Paolo Vergerio a stal se reformovaným pastorem ve Vicosopranu. Svými kázáními propagoval a upevňoval novou, protestantskou víru mezi obyvateli údolí. Již v roce 1553 se přestěhoval do Tübingenu, aby se jako diplomat u württemberského vévody věnoval širšímu působení. V roce 1552 byla reformace zavedena také v dolním Bergellu; i zde sehráli rozhodující roli protestantští náboženští uprchlíci z Itálie, kteří byli nuceni opustit svou zemi.
Dne 4. září 1618 došlo k vážnému sesuvu půdy v dolním údolí Bregaglia. V důsledku poddolování způsobeného těžbou mastku se z Monte Conto oddělily velké masy horniny, které pohřbily městečko Piuro (Plurs), v té době nejbohatší město v Graubündenu, spolu se čtvrtí Scilano (Schilan) pod skalními úlomky. Ve své druhé zprávě pro graubündenskou vládu v Churu uvedl chiavennský komisař Fortunat Sprecher 930 obětí, Sprecherův současník, historik Benedetto Parravicini, zvýšil odhadovaný počet o 300 na celkových 1200.
Pokusy dominikánů a jezuitů o protireformaci pod ochranou Salisů byly neúspěšné, stejně jako pokusy kapucínů v roce 1622 pod ochranou papežských vojsk. Obyvatelé údolí zažili těžké časy během grisonských nepokojů, kdy v roce 1621 došlo k jeho zpustošení.
V letech 1827/1828 byla postavena silnice přes průsmyk Maloja, což vedlo k opuštění cesty pro mezky přes průsmyk Septimer v letech 1834–1840.
Bývalý vrchnostenský dvůr Bregaglia je od roku 1851 obvodem okresu Maloja. Ještě v roce 1803 měla švýcarská část údolí 2170 obyvatel, ale od té doby trpí silným vystěhovalectvím; v roce 1990 zde žilo ještě 1434 obyvatel. Význam ztratilo i formující se horské zemědělství, zatímco výroba elektřiny z vodních elektráren a cestovní ruch přinesly do horského údolí peníze a nová pracovní místa.
Do roku 2009 se švýcarská část skládala z obcí Bondo, Castasegna, Soglio, Stampa a Vicosoprano, které se poté sloučily do obce Bregaglia. Okres Bregaglia, který zahrnoval právě tuto obec jako jedinou, byl v roce 2015 zrušen. Od roku 2016 je Bregaglia součástí okresu Maloja.
23. srpna 2017 došlo v bočním údolí Val Bondasca k nejhoršímu sesuvu půdy v Graubündenu za poslední desetiletí, který si vyžádal osm obětí.

## Umění, kultura a cestovní ruch
Nedaleko Promontogna se nachází kostel Nossa Donna Castelmur, kde byli pohřbeni baroni z Castelmuru. V kostele San Martino in Bondo jsou fresky z 15. století. Další reformované kostely se nacházejí v Castasegně, Vicosopranu a Sogliu.
Bregaglia je známý díky italskému malíři Giovannimu Segantinimu a umělecké rodině Giacometti ze Stampy. V kostelech v Borgonovu a Coltuře se nacházejí díla umělce Augusta Giacomettiho. V Bergellu působila také umělkyně Elvezia Michel-Baldini. V Sogliu žil mimo jiné básník Rainer Maria Rilke.
Palazzo Castelmur je jednou z dominant obce Bregaglia. Budova pochází od barona Giovanniho von Castelmur, který pocházel z jednoho z nejstarších rodů v Bregaglii, ale peníze vydělal jako obchodník ve Francii a pravděpodobně tam získal i šlechtický titul. Palazo dnes patří obci Stampa a je přístupné veřejnosti jako muzeum. V horním patře je výstava o historii migrace cukrářů z Bregaglie a Engadinu, například slavnou berlínskou kavárnu Café Josty (známou z knihy Ericha Kästnera Emil a detektivové) založili přistěhovalci ze Sils Maria. V paláci se nachází také historický archiv Bregaglie, který spravuje kulturní společnost Società culturale di Bregaglia a který je přístupný také online: mnoho fotografií bylo digitalizováno.
Bregaglia Quartet byl založen v roce 2004 u příležitosti Bregagliovských hudebních dnů (ital. Incontro musicale Bregaglia) ve Vicosopranu pod uměleckým vedením Christiana Sikorského ze Stuttgartské hudební akademie.
Přes údolí Bregaglia vedou značené turistické stezky Via Bregaglia.
Mezi horolezci je oblíbené také pohoří jižně od Bregaglie, jehož dominantou je horská jehla Fiamma.

## Fotogalerie

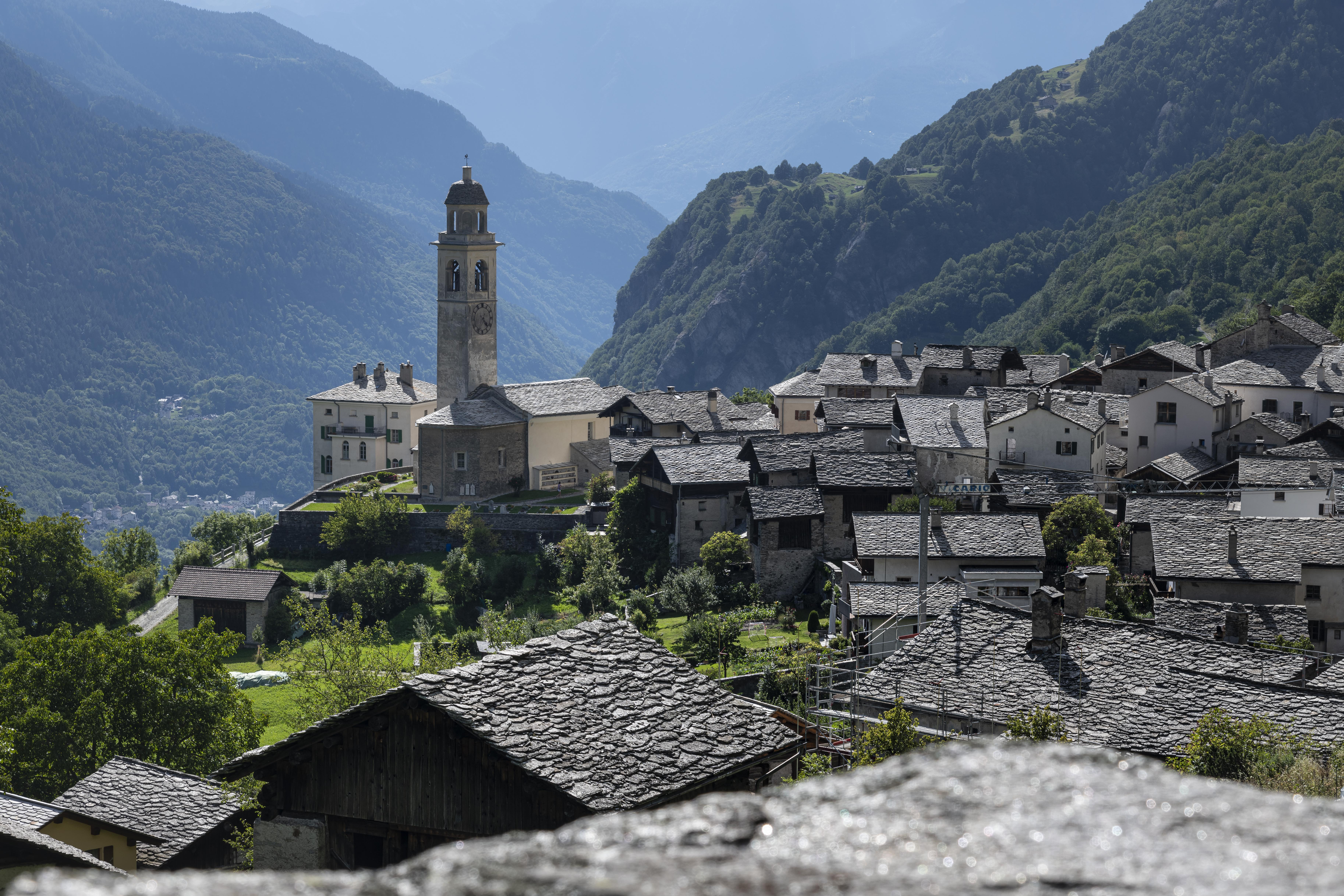
Soglio
Val Bregaglia, historická letecká fotografie z roku (1954)
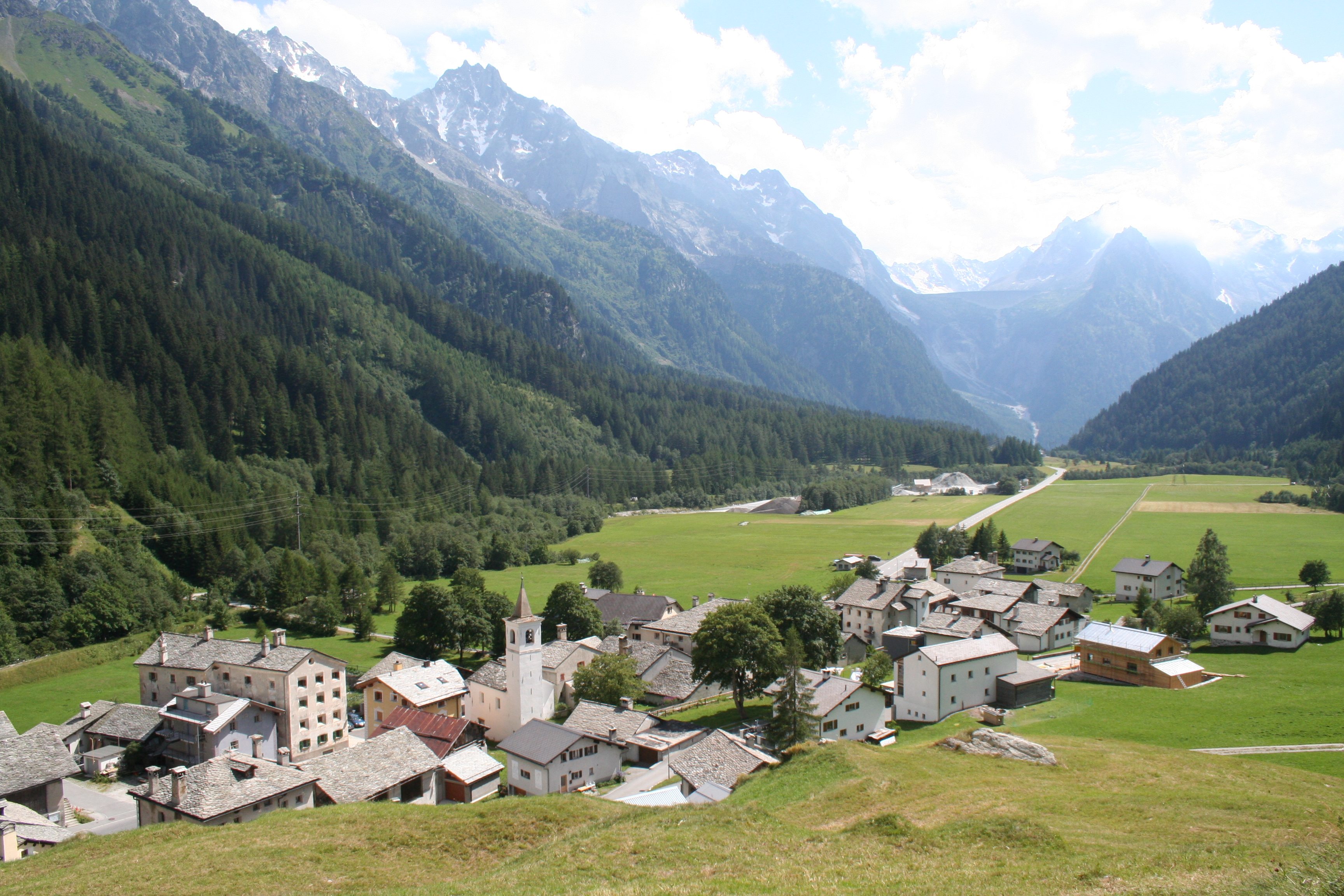
u obce Casaccia
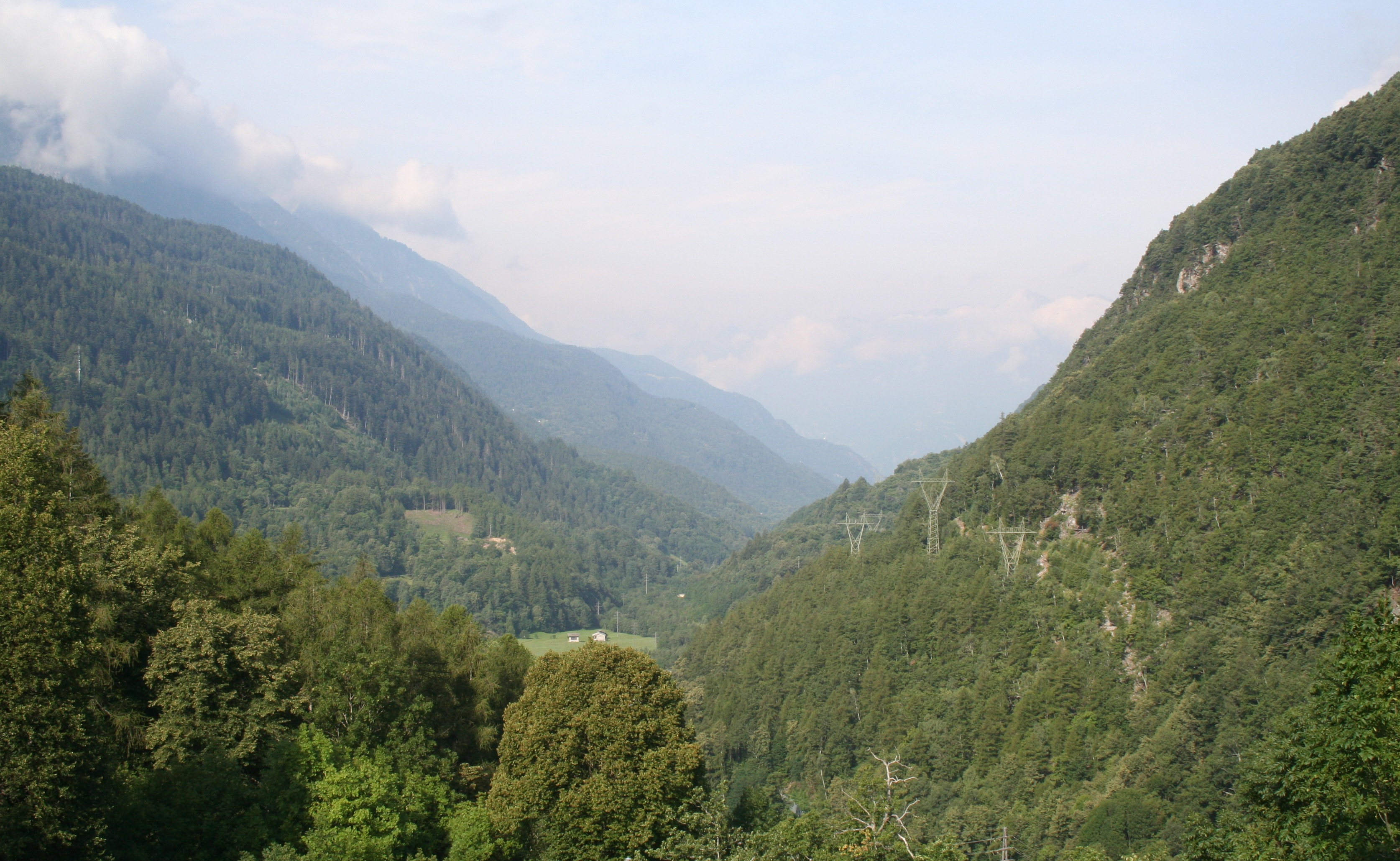
u Promontogno